# Sainte-Cène
Cet article concerne la communion dans le protestantisme. Pour la communion dans le catholicisme, voir Eucharistie. Pour les autres significations, voir Communion.

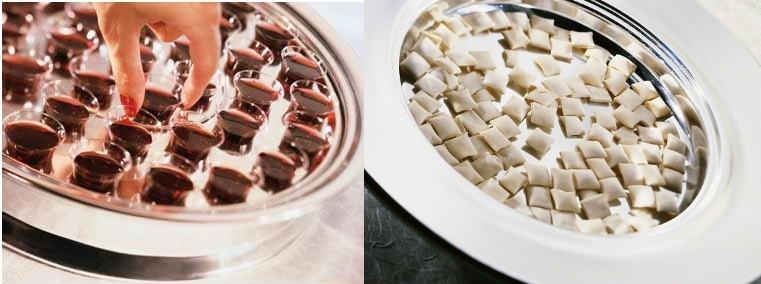
Jus de raisin et morceaux de pain préparés pour la communion dans une église baptiste.

La Sainte-Cène est un récit que l'on retrouve dans les Évangiles synoptiques. C'est à partir de ce récit que se commémore la Cène, cérémonie suivie par la majorité des protestants. Dans ce moment du culte, les membres de la communauté partagent un morceau de pain et une coupe de jus de raisin ou de vin (la nature du pain est relative à chaque communauté). Selon l’époque et le lieu, cette célébration est aussi appelée « Cène », « repas du Seigneur »  (terminologie utilisée par l’apôtre Paul), « fraction du pain », « communion », voire « eucharistie ».
La Sainte-Cène représente un aspect essentiel de la vie des Églises protestantes, car elle est le plus souvent l'un de leurs deux sacrements, l'autre étant le baptême. Néanmoins, il règne une grande diversité quant à sa fréquence, qui va d'une célébration hebdomadaire à deux fois l'an.
Symbole de la communion des croyants avec le Christ et entre eux, elle exprime l'unité de la communauté et celle de l'Église. Le refus de l’admission réciproque à cette célébration est un signe de rupture ou de division. C'est également par l'exclusion de certains fidèles à la participation à la Sainte-Cène que des Églises protestantes font valoir leur discipline ecclésiastique.

## Origine
Le récit le plus ancien de l’institution de la Cène, celui de l’apôtre Paul dans la Première épître aux Corinthiens (1 Cor 11:23-34), invite la communauté à célébrer régulièrement ce repas pour proclamer la mort du Seigneur jusqu’à ce qu’il revienne. Cette orientation vers le Royaume à venir sera essentielle dans la pratique des premières communautés chrétiennes qui incluront dans leur liturgie le Maranatha (« Viens, Seigneur Jésus »).
L’exhortation à renouveler ce repas n’est pas présente dans les Évangiles synoptiques, mais on y trouve les récits de l’institution de la Cène : Matthieu 26:26-29, Marc 14:22-26 et Luc 22:14-20. L’Évangile selon Jean n’évoque pas cette institution et ne relate que l’événement du lavement des pieds des disciples le même soir.

## Histoire
Les Pères de l’Église insistent sur la compréhension de la Cène qui insère le croyant dans la communauté chrétienne, l’Église corps du Christ. Par cette célébration le croyant a part au Christ et est mis au bénéfice de son œuvre salvatrice. 
Augustin introduit la notion de sacrement. Il prend cette notion chez Jérôme, qui dans la Vulgate  utilise ce terme pour traduire le mot grec musterion (Éphésiens 5:32). Le sacrement n’est autre que le Christ lui-même, le mystère de son incarnation, « vrai Dieu et vrai homme ». Physiquement absent, le Christ se donne aux siens dans la proclamation de la parole, le baptême et la célébration de la Cène, qui seront, dans un sens dérivé, des sacrements. Tout comme pour Christ lui-même où la nature humaine est porteuse du divin, des éléments matériels (parole des évangélistes et des apôtres, eau, pain et vin) deviennent par l’Esprit Saint porteurs d’Évangile. Le Christ y est réellement présent, se donne aux siens et les fait participer à sa vie. Pour Augustin « la Parole accède à l’élément et en fait le sacrement ». La proclamation du témoignage des apôtres devient Évangile de Dieu par l’Esprit Saint (sacrement audible), de même l’eau du baptême et le pain et le vin de la cène deviennent Évangile de Dieu par l’Esprit-Saint (parole visible). Reprenant l’évangéliste Matthieu et son insistance sur le pardon des péchés, Augustin précise que le pardon est synonyme d’insertion dans la grâce de Dieu. Ainsi la Cène donne vie au corps du Christ qu’est l’Église, renouvelle chaque membre en vue du Royaume à venir.
Cette interprétation qui s’impose en Occident durant le premier millénaire est partagée par les pères de l’Église orientale.

## Différences et conflits d'interprétation

### Les conflits duXVIesiècle

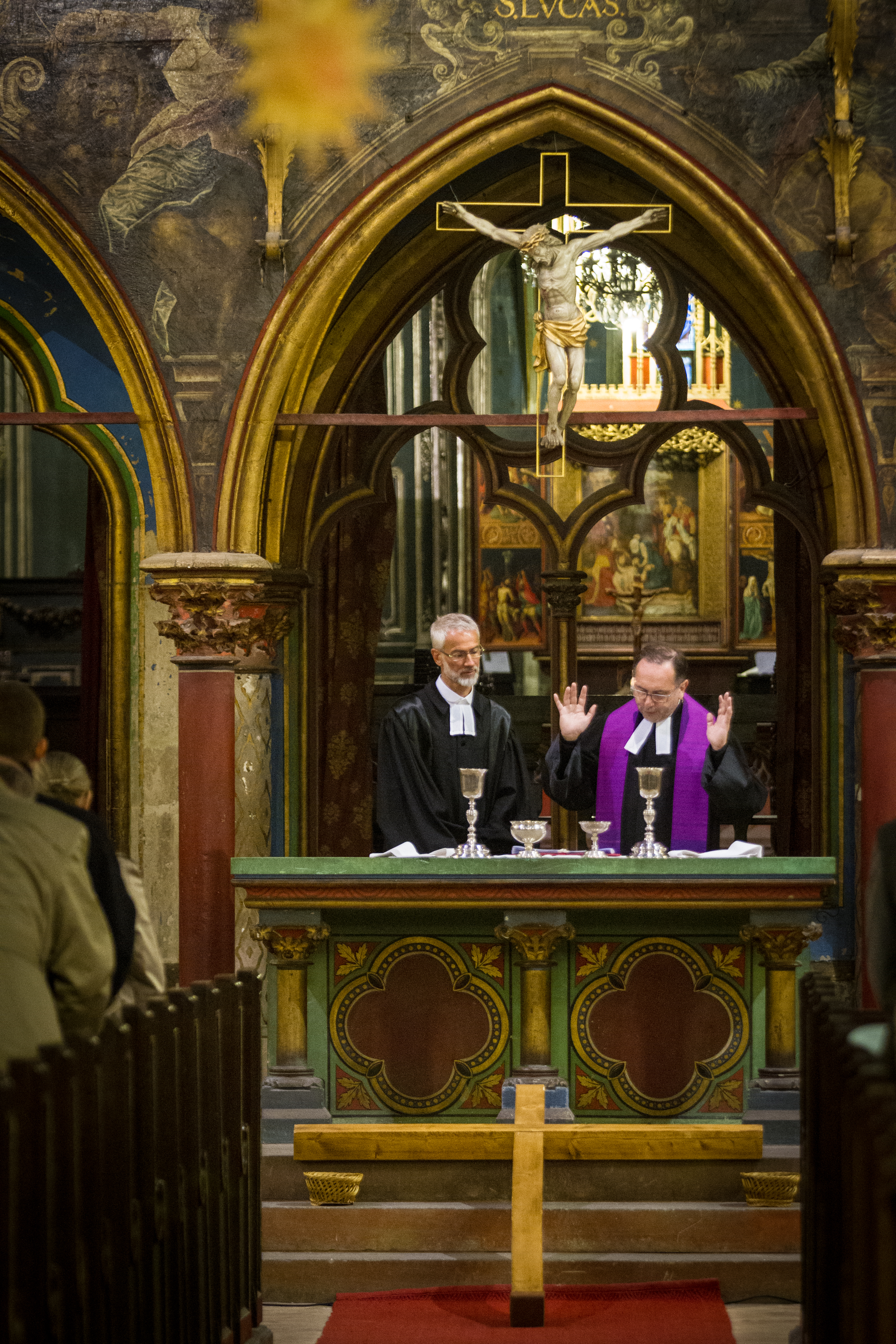
La Sainte-Cène en l’église protestante Saint-Pierre-le-Jeune de Strasbourg le Vendredi saint.

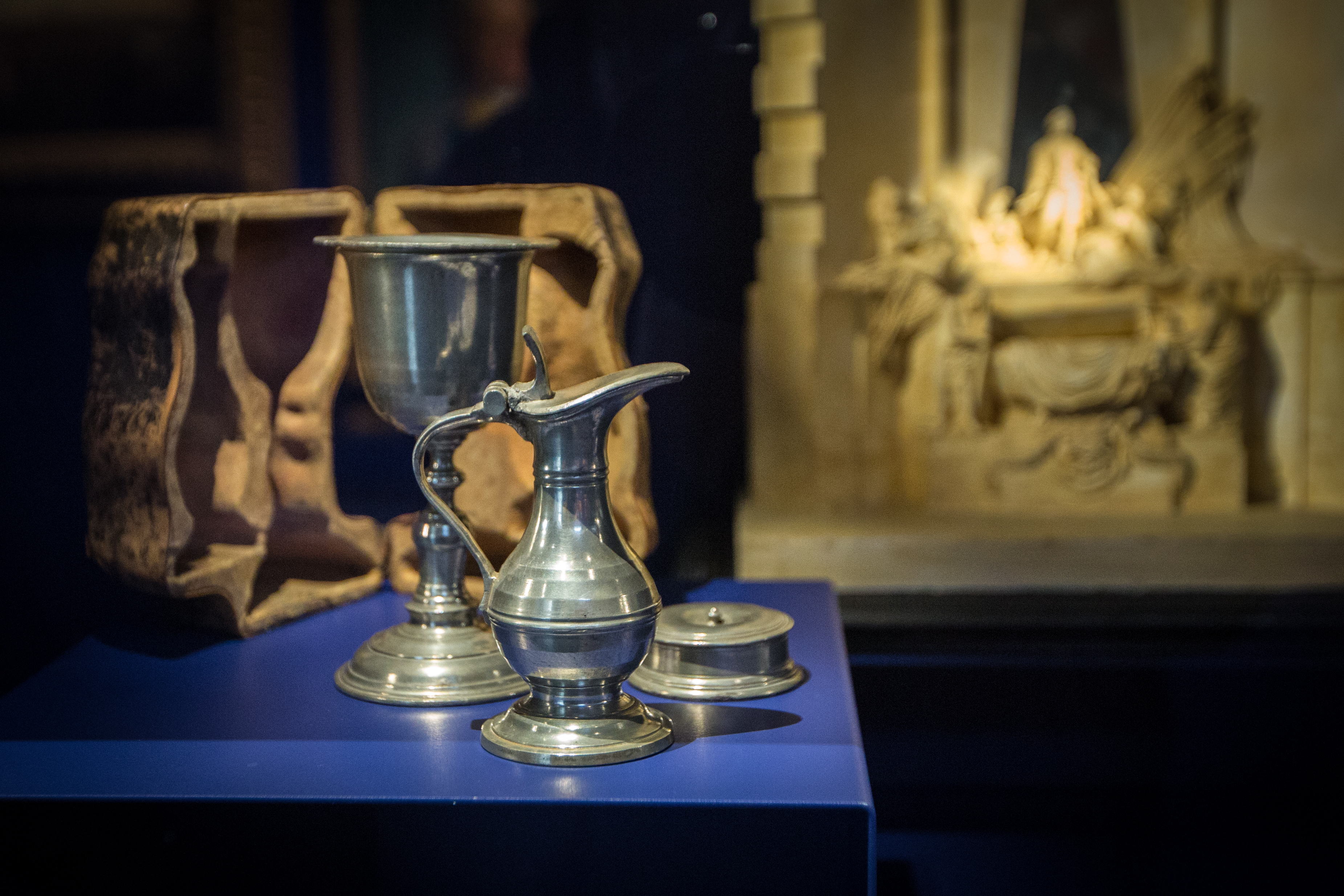
Nécessaire portatif pour célébrer la Sainte-Cène, Musée historique de Strasbourg.

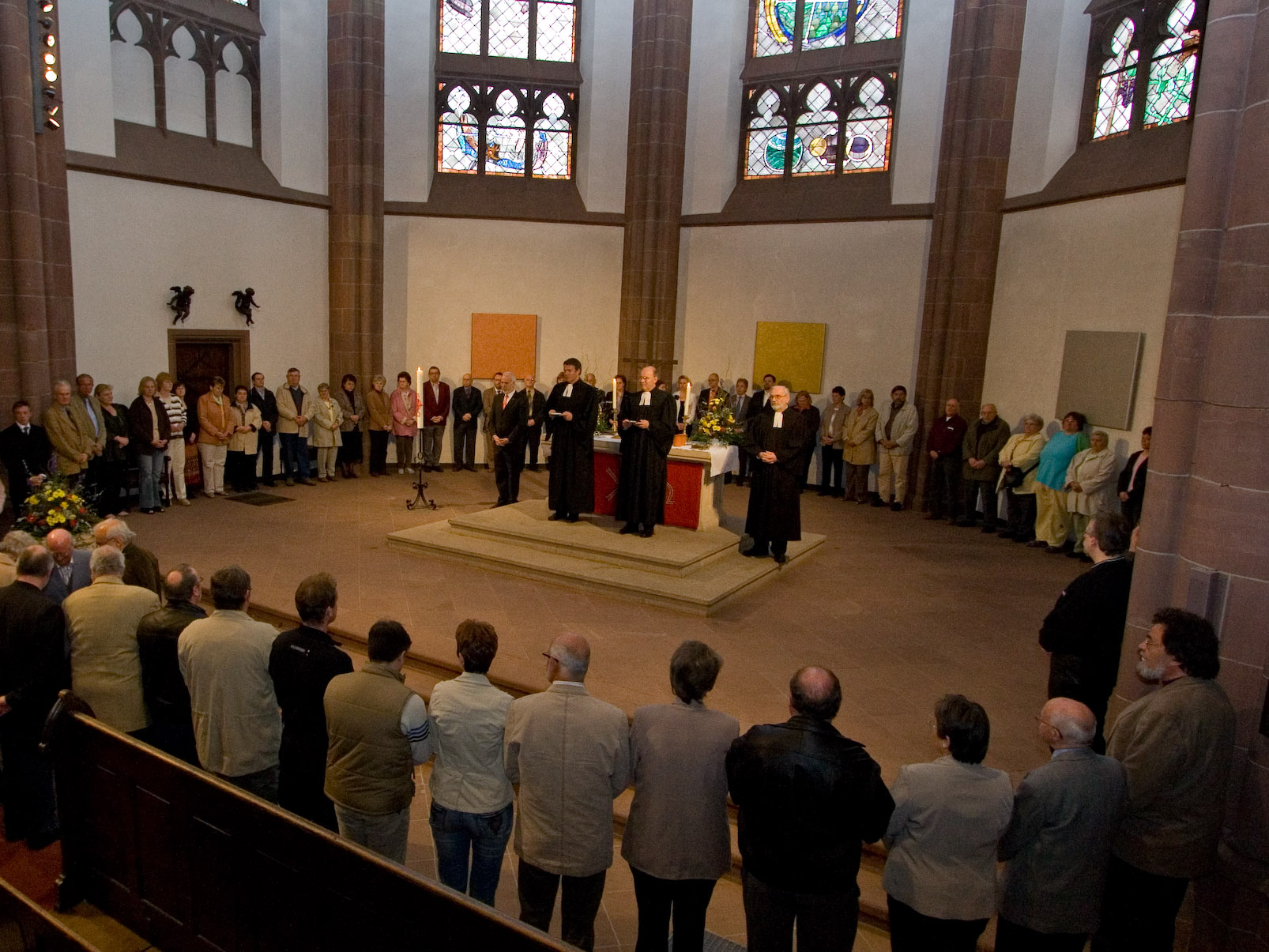
Célébration à Francfort-sur-le-Main.

Le conflit naît au XVIe siècle. Les réformateurs protestants et le concile de Trente s’opposent dans leur conception de la messe. 

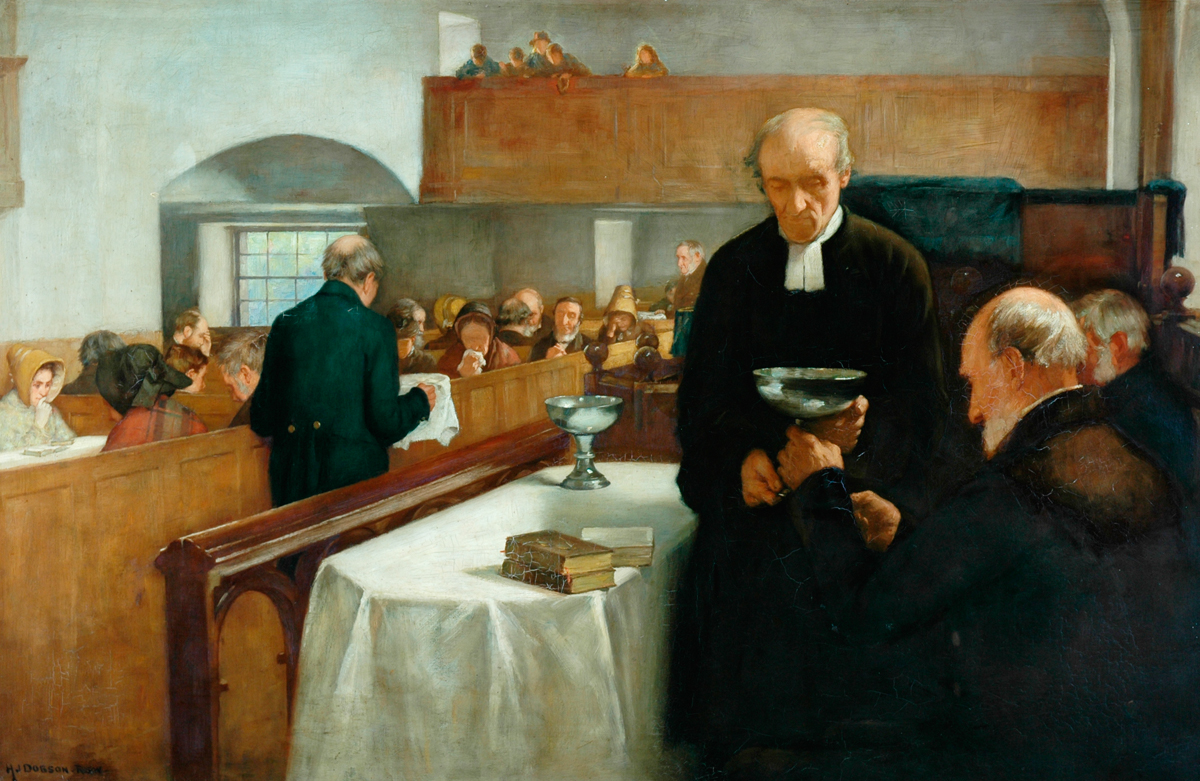
Henry John Dobson, A Scottish Sacrament (Un sacrement écossais, moitié du XIXe siècle), la communion dans la simplicité d'un temple réformé.

Le débat porte moins sur l’affirmation catholique de la transsubstantiation, qui enseigne que le pain et le vin sont transformés, bien que leur apparence ne change pas, et qu’ils deviennent véritablement le corps et le sang du Christ, que sur le refus d’une compréhension sacrificielle de l’eucharistie comme moment central de la messe.
Parallèlement, les réformateurs soulignent l’importance de la cène pour l’être même de l’Église. Pour la Confession d’Augsbourg (la confession de référence du luthéranisme), l’Église est la communion des croyants célébrant en vérité parole et sacrements (le baptême et la cène). Calvin abondera en ce sens : « Partout où nous voyons la Parole de Dieu être purement prêchée et écoutée, les sacrements purement administrés selon l’institution de Christ, là il ne faut douter nullement qu’il n’y ait Église ».

### Conception luthérienne
Luther (1483-1546), moine augustin, revient à l’enseignement d’Augustin. La cène est le moment où Christ se donne aux siens, les insère dans son Église et nullement un sacrifice offert par l’Église. Il affirme que le Christ est « dans, avec et sous les éléments ». Cette conception porte le nom de consubstantiation. Le Christ se donne comme il se donne dans la parole imprimée de l’Écriture Sainte où il est présent de la même manière.

### Conception calviniste
L’enseignement de Jean Calvin (1509-1564) n’est guère différent. Il refuse cependant de lier directement la réalité divine du Christ à des données matérielles. Baptême et cène veulent cependant « nous offrir et présenter Jésus-Christ et en lui tous les trésors de sa grâce céleste ». Il y a une union réelle et substantielle du croyant avec le Christ lors de la cène, mais il s’agit d’une présence pneumatique ou spirituelle. Cet enseignement sera réfuté par les luthériens.

### Conception zwinglienne
Le réformateur de Zurich, Ulrich Zwingli (1484-1531) conçoit la cène autrement. Il refuse l’idée même du sacrement et comprend baptême et cène comme des confessions de foi des croyants auxquels la grâce est donnée par la seule parole de l’Écriture sainte. La cène est une cérémonie mémorielle et symbolique, un acte commémoratif.
Le différend entre Luther et Zwingli ne porte pas tant sur la compréhension de la présence du Christ dans la Cène que sur la compréhension sacramentelle de celle-ci. Une rencontre de conciliation des deux réformateurs à Marbourg (1529) est un échec et la rupture entre eux est consommée.

### Conception évangélique

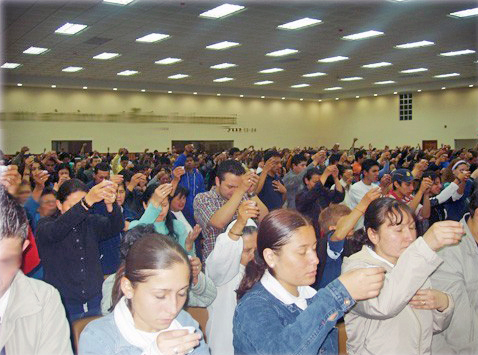
Sainte-Cène lors d'un culte de l’Église universelle du royaume de Dieu au Brésil.

Bien que le christianisme évangélique embrasse une diversité de traditions théologiques, ses courants dominants tels le baptisme ou le pentecôtisme ont adopté une position proche de celle de Zwingli. Les vaudois et les anabaptistes pratiquent également le lavement des pieds lors de cette cérémonie. Cette approche tend donc à être majoritaire parmi les chrétiens évangéliques, pour qui la Sainte-Cène est alors vue comme une ordonnance, un souvenir du sacrifice de Jésus-Christ et une annonce de son retour,,. La majorité des églises évangéliques utilisent du jus de raisin et un morceau de pain comme éléments de symbole 
,.

## Dialogue interconfessionnel
La situation a évolué dans le dialogue œcuménique au XXe siècle.
Luthériens et réformés européens se sont réconciliés en signant en 1973 la Concorde de Leuenberg. Celle-ci dit à propos de la Cène : «  Dans la Cène, Jésus-Christ, le ressuscité, s’offre lui-même, en son corps et en son sang donnés pour tous, par la promesse de sa parole, avec le pain et le vin. Il nous accorde ainsi le pardon des péchés et nous libère pour une vie nouvelle dans la foi. Il renouvelle notre assurance d’être membres de son corps. Il nous fortifie pour le service des hommes. En célébrant la Cène, nous proclamons la mort du Christ par laquelle Dieu a réconcilié le monde avec lui-même. Nous confessons la présence du Seigneur ressuscité parmi nous. Dans la joie de la venue du Seigneur auprès de nous, nous attendons son avènement dans la gloire » (§§15 et 16). La célébration commune de la parole, du baptême et de la Cène fonde la communion ecclésiale dans la diversité réconciliée dont les Églises méthodistes sont aussi partie prenante depuis 1997. Cette diversité reste cependant d'actualité dans les Églises issues de la Réforme, notamment dans le protestantisme libéral.
Un accord a été signé entre luthériens et réformés d’une part, et anglicans de l’autre. Cet accord est défini dans le commentaire de la déclaration de Reuilly établie en 2001 :  « Nous croyons que la célébration de la Cène du Seigneur – l’Eucharistie – est la fête de la Nouvelle Alliance instituée par Jésus Christ, dans laquelle la Parole de Dieu est proclamée, et dans laquelle le Christ crucifié et ressuscité donne à la communauté son corps et son sang sous les signes visibles du pain et du vin.
Dans le dialogue entre les Églises issues de la Réforme et l’Église catholique, un consensus est résumé dans le document Le Repas du Seigneur de 1978.  La célébration eucharistique est une anamnèse, moment qui rend présent un événement passé et donné une fois pour toutes. La présence réelle du Christ est affirmée de part et d’autre, et toute représentation physiciste de cette présence abandonnée.